# Jan Wilhelmson
Jan Vilhelm Wilhelmson, född 9 oktober 1937 i Flistads socken, Östergötlands län, död 22 juli 2017 i Arboga, var en svensk målare, tecknare, grafiker och teckningslärare.
Han var son till Arvid Vilhelm Anderson och Vera Lovisa Pettersson och från 1960 gift med Ingnela Wik. Wilhelmson studerade vid Konstfackskolans avdelning för reklam och bokhantverk 1956–1958 och bedrev självstudier under en vistelse i Nederländerna 1957. Tillsammans med sin fru ställde han ut ett flertal gånger i Arboga. Han medverkade i Västmanlands läns julsalonger i Västerås och var representerad i vandringsutställningen Konst från Västmanland. Hans konst består av figurer och landskapsskildringar från Arbogatrakten och Östergötland utförda i olja, akvarell eller som trä- och linoleumsnitt. Som illustratör illustrerade han bland annat Rådman Kihlbergs dagbok. Wilhelmson är representerad vid Arboga skolförvaltning.